# Luigi Logheder
Luigi R. Logheder (Bellano, 21 oktober 1853 – Bergamo, 31 december 1915) was een Italiaans componist, muziekpedagoog, dirigent en pianist.

## Levensloop

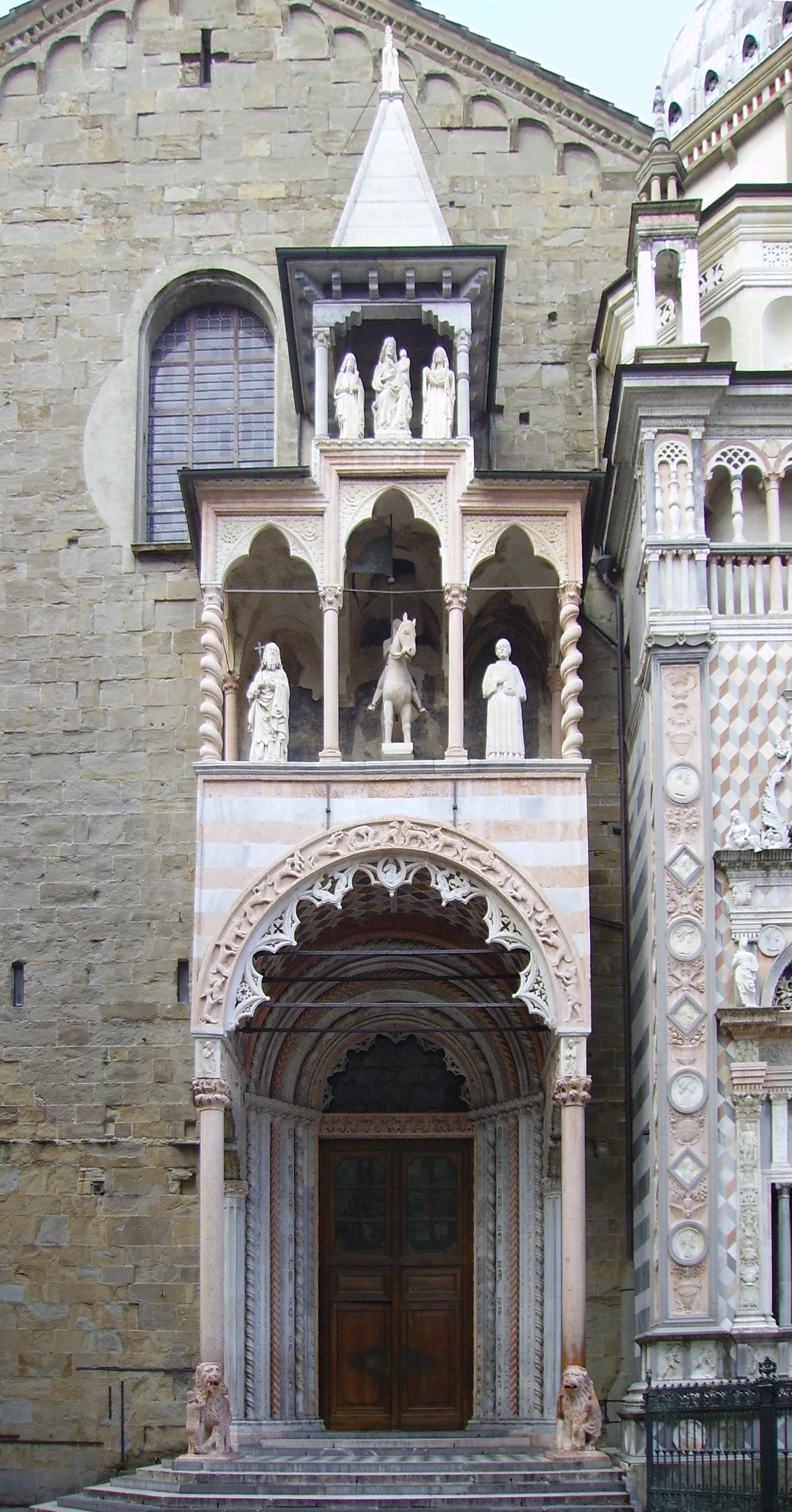
Het Noordportaal van de
Santa Maria Maggiore basiliek in Bergamo

Logheder zong als klein jongetje in het jongenskoor van de basiliek Santa Maria Maggiore in Bergamo. Hij studeerde van 1862 tot 1973 bij Antonio Dolci (zang), bij Giovanni Bertuletti (piano) en Alessandro Nini (compositie) aan het Istituto Superiore di Studi Musicali "Gaetano Donizetti" di Bergamo. Na het behalen van deze diploma's werd hij muziekleraar. Als dirigent van het operakoor debuteerde hij in 1878 in het Teatro Riccardi in Bergamo, waar zijn eigen hymne Bergamo al suo Re op een tekst van Antonio Ghislanzoni haar première beleefd. Hij raakte bevriend met de componist Antônio Carlos Gomes en begeleidde hem bij diens triomfantelijke terugkeer naar Brazilië. Toen hij zelf vanuit Brazilië terugkwam, hervatte hij zijn functies als muziekleraar en dirigent van koren en theaterorkesten.
In 1884 verhuisde hij opnieuw voor gedurende 20 jaar naar Amerika. Hij was dirigent van het stedelijk orkest in Mexico-Stad en Puebla. In 1885 vestigde hij zich in New York. Aldaar raakte hij bevriend met de zangers (bariton) Innocente De Anna en de oprichter van het "Verdi Opera House" in Philadelphia en tenor Ferruccio Giannini, de vader van de componist Vittorio Giannini. Door deze zangers wordt hij ook bevriend met de opera impresario James Henry Mapleson. 
In de laatste jaren van de negentiende eeuw was hij dirigent en componist in Buenos Aires en daarna in Montevideo. In Uruguay componeerde hij een aantal marsen en hymnen voor het Uruguayaanse leger en werkte als dirigent aan het Teatro Solis in Montevideo. In Montevideo werd hij ook docent voor zang aan het Conservatorio "La Lira". In Zuid-Amerika werkt hij ook als dirigent van banda's (harmonieorkesten) onder anderen van de Banda Municipal de Montevideo. In 1913 keert hij weer terug in zijn bakermat en wordt dirigent van de Associazione Corpo Musicale "Elia Astori" di Nese in Alzano Lombardo. 
Als componist schreef hij werken voor verschillende genres, waaronder een opera en twee operettes.

## Composities

### Werken voor orkest
- Diana (Colloquio d'amore), gavotte
- Il trionfo d'Otello!, wals

### Werken voor banda (harmonieorkest)
- 1873 Amor perduto, polka
- 1873 Riccordo di Presezzo, mazurka
- 1874 Alessandrina, mars
- 1874 Amelia, mazurka
- 1874 Il lamento, wals
- 1874 La critica!, mazurka
- 1874 La cronaca, mars
- 1874 La simpatica, mazurka
- 1874 Posso sperare?, Schottisch
- 1875 Bersagliera, mars
- 1875 Fiamma nascosta
- 1875 Leila!, mars
- 1875 Mi! re! do! si!, mars
- 1875 Perché si mesta?, mazurka
- 1875 Rimembrance, mars
- 1875 Sempre bello!, wals
- 1876 Bergamo, polka
- 1888 Funicolare Ferretti, mars
- 1891 Selica, mazurka
- 1903 Marcia Presidenziale - opgedragen aan Elia Astori, oprichter van de Associazione Corpo Musicale "Elia Astori" di Nese
- Margherita
- Mia Bella
- Moselia, polka
- Omaggio a Bergamo, wals
- Rio de la Plata, wals
- Salta, salta, galop
- Saluto a Bellano, mars
- Tutti in baldoria, mars
- Uruguayo, wals

### Muziektheater

#### Opera
| Voltooid in | titel  | aktes       | première                                  | libretto           |
| ----------- | ------ | ----------- | ----------------------------------------- | ------------------ |
| 1883        | Adello | 4 bedrijven | 10 maart 1883, Pavia, Teatro G. Fraschini | Francesco Barcella |

#### Operettes
| Voltooid in | titel               | aktes | première                       | libretto |
| ----------- | ------------------- | ----- | ------------------------------ | -------- |
| 1903        | Cleopatra e Antonio |       | 1903, Montevideo, Teatro Solis |          |
| 1913        | Cirene              |       | 1913 Bergamo, Teatro Nuovo     |          |

### Vocale muziek

#### Werken voor koor
- 1876-1878 Bergamo al suo Re, hymne/mars voor mannenkoor en piano - tekst: Antonio Ghislanzoni

#### Liederen
- 1865-1868 Quattro Pezzi da Sala, voor zangstem en piano 
  1. Serenata-Canzone, romance
  2. Perché distratta, romance
  3. Una Visione, romance
  4. Ricordami!, romance
- 1872-1875 Eri là, romance voor bariton en piano - tekst: Francesco Barcella
- 1876-1878 Bergamo al suo Re, hymne/mars voor zangstem (of samenzang) en piano - tekst: Antonio Ghislanzoni
- 1881 Anna, polka voor zangstem en piano
- 1881 Canto di Vergine "Amo l'auretta", romance voor contra-alt en piano - tekst: Francesco Barcella
- 1881 Festa nazionale, polka voor zangstem en piano
- 1881 Le Desir, wals voor zangstem en piano
- 1881 Me l'han rubata, mazurka voor zangstem en piano
- 1881 Se fosse vero!, romance voor sopraan en piano
- 1895 Italia e Roma - inno dei figli italiani all'estero, hymne - tekst: G. E. Bordoni
- Cuor di donna, voor zangstem en piano
- Dichiarazione!, Romanza in chiave di Sol voor zangstem en piano - tekst: Antonio Ghislanzoni
- Il Mio diletto, walslied voor sopraan en piano - tekst: Giulia Valda
- Se tu la vedi, romance voor tenor en piano - tekst: Fernando Michelena

### Kamermuziek
- 1875-1876 Quattro Pezzi da Salon, voor viool en piano
- 1881 Selika, mazurka voor viool en piano

### Werken voor piano
- 1865-1868 Vita felice - Album di Danze
  1. Sogni dorati, wals
  2. Bergamo, polka marziale
  3. Eh via! non piangere, mazurka
  4. Amelia, mazurka
  5. Ricordo -li Presezzo, mazurka
  6. Posso sperare?, schottisch
  7. Salta, salta, galop
  8. Saluto a Bellano, marcia
  9. Alessandrina, marcia
  10. Tutti in baldoria, marcia
- 1881 Ballabili
- 1881 In morte del cavaliere Alessandro Nini, Ode funèbre
- 1882 L'Amazone, mazurka
- 1886 Eh? Via non piangere, mazurka
- Diana (Colloquio d'amore), gavotte
- Eleganza
- Follia giovanile
- Gina (L'Innamorata), Gavotte Spagnola
- Il Trionfo d'Otello, Grande Valse de Salon
- Montevideo, langzame wals
- Ricordo di Presezzo

### Pedagogische werken
- 150 Esercizi per tutte le voci, senza accompagnamento, in chiave di Sol